# IEEE 802.11r
IEEE 802.11r o itinerància ràpida (en anglès fast roaming) és una modificació de l'estàndard 802.11 per WLAN desenvolupat pel grup de treball 11 del comitè d'estàndards LAN/MAN del IEEE (IEEE 802), que millora la velocitat de transició d'un dispositiu entre estacions base o punts d'accés (AP) diferents. IEEE 802.11r fou ratificat el 2008.

## Protocol
Abans del protocol IEEE 802.11r l'operació de transició entre dos punts d'accés (AP) era de 6 etapes:
1. Escombrat (scanning) per a descobrir els punts d'accés (AP).
2. Intercanvi de missatges d'autenticació entre dispositiu i el punt d'accés (AP).
3. Intercanvi de missatges de reassociació entre dispositiu i el punt d'accés (AP). En aquest punt la connexió està establerta però no hi ha clau secreta d'encriptació.
4. Negociació de la clau mestra (Master Key PMK) mitjançant IEE 802.11X[3]
5. Creació d'una clau única d'encriptació basada en l'anterior PMK.
6. Establiment del servei de control de qualitat de l'enllaç o QoS.

El protocol IEEE 802.11r implementa les mateixes 6 etapes anteriors, però en la negociació de la clau mestra del pas 4, s'exigeix l'autenticació amb els seveis RADIUS, EAP.